# Санта Мария де Альгарви (тайфа)
Тайфа Санта Мария де Альгарви (исп. Taifa de Santa María de Algarve) — средневековое мусульманское государство на территории современной Южной Португалии, существовавшее с 1018 по 1051 год. Столицей тайфы была Санта Мария де Альгарви (современный Фару). В 1051 году это государство было завоёвано более сильной тайфой Севильей.

## Правители тайфы Санта Мария де Альгарви
- Династия Харунидов
  - Саид (1018—1041/1042)
  - Мухаммад аль-Мутасим (1041/1042—1051)
- под контролем тайфы Севилья (1051—1091)